# Bộ Khảo tuyển
Khảo tuyển bộ (Ktb; chữ Hán phồn thể: 考選部; bính âm: Kǎoxuǎnbù; bạch thoại tự: Khó-soán Pō͘) là cơ quan chế định chính sách cấp thứ hai do Khảo thí viện Trung Hoa Dân Quốc (Đài Loan) quản lý, đảm nhiệm tổ chức thi cử toàn quốc và giám sát thi cử hợp đồng ở Đài Loan.

## Lịch sử

Khảo tuyển bộ Trung Hoa Dân Quốc

Việc tuyển dụng công chức là một yếu tố then chốt trong việc quản lý nhân sự và tuyển dung bằng thi cử là cách thức lâu đời trong lịch sử Trung Quốc, sau khi Trung Hoa Dân Quốc thành lập, Hội đồng khảo thí tổ chức năm 1929 để giám sát việc hành chính thi cử. Sau khi Hiến pháp ban hành, Khảo tuyển bộ chính thức thành lập ngày 21 tháng 7 năm 1948.

## Cơ cấu
Khảo tuyển bộ tổ chức như sau:
- Khảo tuyển quy hoạch ti
- Cao phổ khảo thí ti
- Đặc chủng khảo thí ti
- Chuyên kỹ khảo thí ti
- Xử quản lý đề khố
- Xử quản lý tư tấn
- Tổng vụ ti
- Bí thư thất
- Nhân sự thất
- Hội kế thất
- Tổng kế thất
- Chính phong thất

## Danh sách Bộ trưởng
Quốc dân đảng       Vô đảng phái/không rõ       Dân tiến đảng
| Số | Tên                        | Nhiệm kỳ                  | Nhiệm kỳ                  | Số ngày              | Chính đảng    | Viện trưởng                            |
| -- | -------------------------- | ------------------------- | ------------------------- | -------------------- | ------------- | -------------------------------------- |
| 1  | Điền Quýnh Cẩm (田炯錦)    | Ngày 13 tháng 7 năm 1948  | Ngày 15 tháng 5 năm 1950  | Bản mẫu:Tuổi in days | Quốc dân đảng | Trương Bá Linh Ngưu Vĩnh Kiến          |
| —  | Mã Quốc Lâm (馬國琳)       | Ngày 15 tháng 5 năm 1950  | Ngày 23 tháng 5 năm 1952  | Bản mẫu:Tuổi in days | Quốc dân đảng | Ngưu Vĩnh Kiến Cổ Cảnh Đức             |
| 2  | Sử Thượng Khoan (史尚寬)   | Tháng 6 năm 1952          | Ngày 16 tháng 8 năm 1957  |                      | Quốc dân đảng | Cổ Cảnh Đức Mạc Đức Huệ                |
| 3  | Trần Bình Tuyết (陳雪屏)   | Ngày 16 tháng 8 năm 1957  | Ngày 14 tháng 7 năm 1958  | Bản mẫu:Tuổi in days | Quốc dân đảng | Mạc Đức Huệ                            |
| 4  | Hoàng Quý Lục (黃季陸)     | Ngày 22 tháng 7 năm 1958  | Ngày 28 tháng 2 năm 1961  | Bản mẫu:Tuổi in days | Quốc dân đảng | Mạc Đức Huệ                            |
| 5  | Lý Thọ Ủng (李壽雍)        | Ngày 28 tháng 2 năm 1961  | Ngày 22 tháng 7 năm 1971  | Bản mẫu:Tuổi in days |               | Mạc Đức Huệ Tôn Khoa                   |
| 6  | Chung Kiểu Quang (鍾皎光)  | Ngày 21 tháng 7 năm 1971  | Ngày 20 tháng 12 năm 1978 | Bản mẫu:Tuổi in days | Quốc dân đảng | Tôn Khoa Dương Lương Công Lưu Chí Hùng |
| 7  | Đường Chấn Sở (唐振楚)     | Ngày 20 tháng 12 năm 1978 | Ngày 29 tháng 8 năm 1984  | Bản mẫu:Tuổi in days | Quốc dân đảng | Lưu Chí Hùng                           |
| 8  | Cù Thiều Hoa (瞿韶華)      | Ngày 29 tháng 8 năm 1984  | Ngày 6 tháng 9 năm 1990   | Bản mẫu:Tuổi in days | Quốc dân đảng | Khổng Đức Thành                        |
| 9  | Vương Tác Vinh (王作榮)    | Ngày 6 tháng 9 năm 1990   | Ngày 4 tháng 9 năm 1996   | Bản mẫu:Tuổi in days | Quốc dân đảng | Khổng Đức Thành Khâu Sang Hoán         |
| 10 | Trần Kim Nhượng (陳金讓)   | Ngày 4 tháng 9 năm 1996   | Ngày 20 tháng 1 năm 1999  | Bản mẫu:Tuổi in days | Quốc dân đảng | Hứa Thủy Đức                           |
| 11 | Ngô Vãn Lan (吳挽瀾)       | Ngày 27 tháng 1 năm 1999  | Ngày 20 tháng 5 năm 2000  | Bản mẫu:Tuổi in days | Quốc dân đảng | Hứa Thủy Đức                           |
| 12 | Lưu Sơ Chi (劉初枝)        | Ngày 20 tháng 5 năm 2000  | Ngày 20 tháng 5 năm 2004  | Bản mẫu:Tuổi in days |               | Hứa Thủy Đức Diêu Gia Văn              |
| 13 | Lâm Gia Thành (林嘉誠)     | Ngày 20 tháng 5 năm 2004  | Ngày 20 tháng 5 năm 2008  | Bản mẫu:Tuổi in days | Dân tiến đảng | Diêu Gia Văn                           |
| —  | Hoàng Nhã Bảng (黃雅榜)    | Ngày 20 tháng 5 năm 2008  | Ngày 1 tháng 9 năm 2008   | Bản mẫu:Tuổi in days |               | Diêu Gia Văn                           |
| 14 | Dương Triêu Tường (楊朝祥) | Ngày 1 tháng 9 năm 2008   | Ngày 29 tháng 7 năm 2010  | Bản mẫu:Tuổi in days | Quốc dân đảng | Ngũ Cẩm Lâm Quan Trung                 |
| 15 | Lại Phong Vĩ (賴峰偉)      | Ngày 29 tháng 7 năm 2010  | Ngày 10 tháng 2 năm 2012  | Bản mẫu:Tuổi in days | Quốc dân đảng | Quan Trung                             |
| 16 | Đổng Bảo Thành (董保城)    | Ngày 10 tháng 2 năm 2012  | Tháng 8 năm 2015          |                      | Vô đảng phái  | Quan Trung Ngũ Cẩm Lâm                 |
| 17 | Khâu Hoa Quân (邱華君)     | Tháng 8 năm 2015          | Ngày 20 tháng 5 năm 2016  |                      | Vô đảng phái  | Ngũ Cẩm Lâm                            |
| 18 | Thái Tông Trân (蔡宗珍)    | Ngày 20 tháng 5 năm 2016  | Tại chức                  | Bản mẫu:Tuổi in days | Vô đảng phái  | Ngũ Cẩm Lâm                            |